# Matt Bellamy
Matthew James Bellamy (9 de juny de 1978 a Cambridge, Anglaterra) és un músic britànic conegut per ser el cantant, guitarrista, pianista i compositor del grup anglès Muse.

## Infància
El seu pare, George Bellamy era guitarrista del grup The Tornados, el primer grup del Regne Unit a ser núm. 1 en les llistes de vendes dels EUA. La seva mare, Marilyn, va néixer a Belfast, i va emigrar a Anglaterra en els 70. En el seu primer dia a Anglaterra va conèixer George Bellamy, mentre treballava com a taxista a Londres. Es van mudar a Cambridge, on Paul, el germà de Matt va néixer, i un parell d'anys després (a 1978), Matt; va començar a tocar el piano amb 6 anys. En el 88 es van mudar a Teignmouth, Devon. Quan tenia 14 anys (4 anys després) els seus pares es van separar, la seva absència li va fer començar a tocar la guitarra, i va viure amb la seva àvia durant un temps. "S'estava bé a casa, classe mitjana, teníem diners", va dir Matthew. "Fins als 14 anys. Crec que tenia gairebé tot el que volia, fins als 14 anys, si. Llavors, tot va canviar, els meus pares es van separar, me'n vaig anar a viure amb la meva àvia, i no havia molts diners. Tinc una germana major que jo, la meva germanastre: el meu pare la va tenir abans de casar-se, i també a un germà menor. Fins als 14, la música era part de la meva vida, fins i tot de la família: el meu pare era músic, tenia un grup, etc."
Els seus pares i el seu germà solien jugar a la Ouija per a contactar amb la mort, que Matt va descobrir quan estava vagant en el pis de baix una nit. Va començar a interessar-se en ella després del divorci dels seus pares. "Era emocionant anar al col·legi i parlar-li als nens de 10 anys sobre ella; s'espantaven molt, i jo estava bastant impressionat d'estar fent una cosa que espantava a la gent però a mi no"

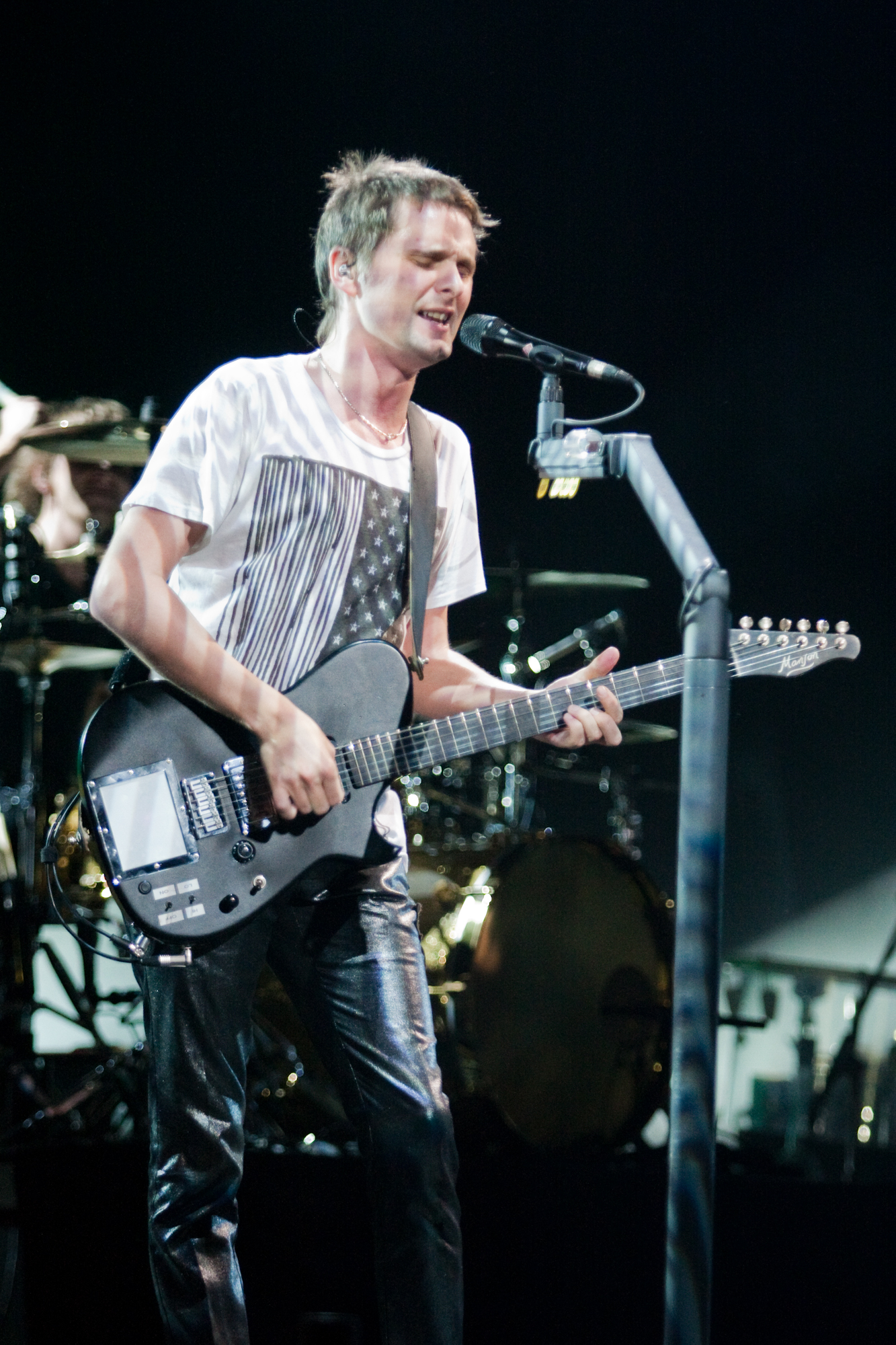
Matt tocant en viu el desembre del 2009.

## Influències
Bellamy usa altes línies vocals com a marca de la casa de Muse. Aquest falsetto és una característica principal del grup (per exemple, Micro Cuts). El seu estil vocal ha estat comparat al de Thom Yorke de Radiohead, Freddie Mercury de Queen i al de Jeff Buckley, a qui Bellamy va citar com major influència. Les seves composicions a piano han estat inspirades per pianistes com Serguei Rakhmàninov, i com a resultat d'una fusió de l'estil Romàntic amb rock queden moltes cançons de Muse, com Space Dementia i Butterflies and Hurricanes. Aquesta última conté un petit intermedi que recorda molt a una composició de Rakhmàninov. Bellamy va citar alguns guitarristes que li han influït, com Jimi Hendrix i Tom Morello de Rage Against the Machine. D'aquest últim es nota especialment en els riffs de les cançons del segon àlbum de Muse, Origin of Symmetry.